# Alexander Iwanowitsch Sery
Alexander Iwanowitsch Sery (russisch Александр Иванович Серый; * 27. Oktober 1927 in Ramon; † 19. Oktober 1987) war ein sowjetischer Filmregisseur.
Er war bekannt für seine Regie in dem 1971 erschienenen Film Gentlemen der Erfolge, in welchem er zusammen mit Giorgi Danelia Regie führte.

## Filmografie
- 1964: Wystrel w tumane
- 1965: Inostranka
- 1971: Dschentlmeny udatschi (Gentlemen der Erfolge)
- 1979: Ty – mne, ja – tebe
- 1982: Beregite muschtschin!